# غرايم باول
غرايم باول (2 يناير 1947 في نيوزيلندا - ) (بالإنجليزية: Graeme Powell)‏ هو لاعب كريكت نيوزلندي.

## وصلات خارجية
- غرايم باول على موقع إي آس بي آن كريك إنفو (الإنجليزية)